# 영국 노동계급의 형성
《영국 노동계급의 형성》은 역사가 E. P. 톰슨이 저술한 영국 사회사 작품이다. 그것은 1963년에 처음 출판되었고 1968년에 개정되었다. 1832년 영국 장인과 노동계급 사회에 집중한다.
톰슨은 노동계급의 사람들을 비인간적인 통계 블록으로 만드는 사람들을 비판하면서 사회 역사에 인본주의적 요소를 추가하려고 시도한다. 톰슨은 그들이 역사의 희생자일 뿐만 아니라 자신들의 생산을 통제하고 있음을 보여준다. "노동계급은 만들어진 만큼 스스로도 만들었다." 그는 또한 런던 통신 협회(London Corresponding Society)와 같은 잘 알려지지 않은 자코뱅주의 협회와 같이 역사에서 종종 잊혀진 대중 운동에 대해서도 논의한다. 톰슨은 노동계급의 삶의 경험을 재창조하기 위해 많은 노력을 기울이며, 이는 종종 이 책이 그토록 영향력 있는 이유로 언급된다.